# Sárkány Mihály
Sárkány Mihály (Boldva, 1944. július 20.) néprajzkutató, szociálantropológus, etnológus, az MTA Bölcsészettudományi Kutatóközpont Néprajztudományi Intézet Etnológiai témacsoportját vezető kutató. Főbb kutatásai a kultúr- és szociálantropológia elméleti kérdéseire és módszertanára, a magyar falusi társadalom jelenkori átalakulására és Afrika néprajzára irányulnak.

## Életútja
1963 és 1968 között az ELTE Bölcsészettudományi Karának néprajz-történelem szakán volt hallgató, itt szerzett etnográfus és történelemtanári diplomát. 1968 és 1970 között a Magyar Tudományos Akadémia Néprajzi Kutatóintézetének ösztöndíjas gyakornoka volt, 1970-től ugyanitt tudományos segédmunkatársként, 1973-tól pedig tudományos munkatársként dolgozott. 1980-81-ben az MTA Néprajzi Kutató Csoportban osztályvezetője volt, majd 1987-től tudományos munkatárs. 1988-tól az Etnológiai Osztály vezetője, (1989-90-ben megbízott igazgatóhelyettesként működött. 1984 és 1986 között egyetemi adjunktus volt az Eötvös Loránd Tudományegyetem Bölcsészettudományi Karának Folklore Tanszékén, 1996-tól mellékállásban mint egyetemi adjunktus tevékenykedett. 1998-tól egyetemi docens, 1999-2000-ben megbízott tanszékvezető helyettes az ELTE Bölcsészettudományi Kar Kulturális Antropológia Szakcsoportban, majd 2003-tól a Társadalomtudományi Kar Kulturális Antropológia Szakcsoportban.

### Oktatói tevékenysége
1973 és 1976 között az ELTE Bölcsészettudományi Karának a Szociológia Tanszéken dolgozott mint előadó, 1975-től 1989-ig előadó volt a Folklore Tanszéken, 1984-től egyetemi adjunktus ugyanott. 1990 és 1996 között mellékállásban egyetemi adjunktus, 1991-93-ban a Tárgyi Néprajz Tanszéken a posztgraduális szociálantropológiai programot vezette. 1990-től a Kulturális Antropológia Szakcsoportban tanított, 1996-tól pedig az Európai Etnológia doktori iskola oktatója a Tárgyi Néprajz Tanszéken, valamint 2001 óta a Néprajzi Intézetben. 2003-tól az ELTE Társadalomtudományi Karon a Kulturális Antropológia Szakcsoportban tanított, 1993-tól a Janus Pannonius Tudományegyetem Néprajz Tanszékén dolgozott mint előadó, 2004-től a Debreceni Egyetem Néprajzi Intézetében vendégelőadó.
1992-ben a berlini Humboldt Egyetem Néprajzi Tanszékén tartott előadásokat mint vendég a magyar néprajzról, 1994-től többször is tanított a kolozsvári Babeș–Bolyai Tudományegyetem Magyar Nyelv és Kultúra Tanszékén (Afrika néprajza, Gazdasági antropológia).

## Díjak, kitüntetések, ösztöndíjak
- 1972 Fiatal Kutatók Díja (akadémiai díj),
- 1974 Jankó János díj (Magyar Néprajzi Társaság),
- 1991 Teleki Sámuel érem (Magyar Földrajzi Társaság),
- 1997 Az Ethnos, a Finn Néprajzi Társaság levelező tagja,
- 2006 Iroko Award (az afrikai kultúrák megismertetéséért).
- 2010 Magyar Köztársasági Arany Érdemkereszt
- 2011 Györffy István Emlékérem
- 1979/80: öt hónap Nagy-Britanniában, a Cambridge-i Egyetem Szociálantropológia Tanszékén.
- 1988: DAAD ösztöndíj 1 hónap, a Német Szövetségi Köztársaságban (Hamburg, Bréma, Braunschweig).
- 1991: hat hónap a CNRS Laboratoire d’Ethnologie et Sociologie Comparative-ban (Université Paris-Nanterre).
- 1998-2001: Széchenyi Professzori Ösztöndíj

## Munkásság

### Részvétel kutatási programokban
- 1968-1975: a Magyar Néprajzi Lexikon megírása.
- 1971-1975: Varsány társadalomnéprajzi vizsgálata.
- 1972-76: “A falusi közösségek jövője az iparosodott társadalmakban” – az Unesco Bécsi Társadalomkutatási Központjának programja.
- 1988: Etnológiai alapkutatások OTKA program (vezetése).
- 1988-2000: Magyar Néprajz VIII. kötetének írása és szerkesztése.
- 1993-1995: kenyai kistermelők kávétermesztése, Institut Français de Recherche en Afrique (Nairobi) és a Coffee Research Institute (Ruiru, Kenya) kutatási programja.
- 1995-1998: Etnológiai alapkutatások II. OTKA program (vezetése).
- 1996/97: Balaton-program az MTA Néprajzi Kutatóintézet és a Laboratoire d’Ethnologie et Sociologie Comparative (Université de Paris X, Nanterre) részvételével, a magyar programfelelős.
- 2001-2004: Varsány. Egy észak-magyarországi falu megismételt társadalomnéprajzi vizsgálata (T 034 799-es OTKA-program, 2001-2004).
- 2001-2004: „A társadalmi evolúció elméletének története és jelen irányai” T 037 764-es számú OTKA program, vezetője Somlai Péter.
- 2002-: Posztszocialista Eurázsia: a tulajdonviszonyok. A Max Planck Institut für Ethnologische Forschung/Max Planck Institute for Social Anthropology (Halle) programja.
- 2003-: A Magyar Néprajz I. kötetének írásában részvétel. 2005-: Az Európán kívüli társadalmak kutatása Magyarországon és Lengyelországban kutatási program vezetése Slawoj Synkiewicz-cel (Az MTA NKI és a Lengyel Tudományos Akadémia Régészeti és Etnológiai Intézetének programja).

### Terepmunka
- 1971-75: megszakításokkal terepmunka Varsányban (Nógrád megye), a gazdaság átalakulásának vizsgálata.
- 1987-88: hat hónap Tanzániában, Kenyában, Ruandában, Burundiban, Zaire-ban a Magyar Tudományos Afrika Expedíció tagjaként.
- 1993 és 1995: három és egy hónap Kenyában, Rititi faluban, a kikuju parasztgazdaságok és a kávétermelés vizsgálatára.
- 2001-: terepmunka Varsányban megszakításokkal az 1970-es évek óta bekövetkezett társadalmi változások vizsgálatára.

### Publikációk

#### Tanulmányok
- 2006 Emberi botlások és a társadalmi rend helyreállítása – egy rendhagyó kikuju házassági esete. In Harambee. Tanulmányok Füssi Nagy Géza 60. születésnapjára. Szerk.Sebestyén Éva, Szombathy Zoltán, Tarrósy István. Pécs, 2006. Publikon Könyvek – ELTE BTK, Afrikanisztikai Oktatási Program, 330-338.
- 2007 Érdekek, források és státusok: jövedelmek, munkák és tekintély megoszlás a családban egy észak-magyarországi faluban. In Mikroközösségek. Szerk. Örsi Julianna. Túrkeve– Szolnok, 2007. MTA Jász-Nagykun-Szolnok Megyei Tudományos Egyesület – Jászkunság Könyvtéka I.), 207-216.
- 2007 Etnológiai kutatások. In A Magyar Tudományos Akadémia Néprajzi Kutatóintézete (1967-1977). Szerk. Hoppál Mihály. Budapest, 2007. MTA Néprajzi Kutatóintézet. 69-90.
- 2007 A történelem mitikus magyarázata és szóban rögzítése a kikuju hagyományban. In Folklór és Történelem. Szerk. Szemerkényi Ágnes. Budapest, 2007. Akadémiai Kiadó, 323-335.
- 2008 A moldvai csángó magyarok rokonsági terminológiája. In Lokális és transznacionális csángó életvilágok. Szerk. Ilyés Sándor, Peti Lehel, Pozsony Ferenc. Kolozsvár 2008. Kriza János Néprajzi Társaság. 313-332.
- 2010 Tálasi István korszerűsége. In: Betakarítás. Szerkesztette Bárth János és Vajkai Zsófia. Kecskemét, 2010. Farkas Galéria és a Porta Egyesület. 145-152.
- 2010 Etnicitás és gazdaság. Gazdasági antropológiai megközelítések az interetnikus viszonyok kutatásában. In: Etnicitás. Szerkesztette Feischmidt Margit. Budapest, 2010. Gondolat – MTA Kisebbségkutató Intézet. 227-235. (irodalom a közös irodalomjegyzékében, 442-487.)
- 2011 A szétágazó és egybefonódó magyar néprajz a 20. század derekán. Ethno-lore XXVIII (2011), 15-31.
- 2011 A kikuju népi táplálkozás. Adalékok és töprengés. In: Párbeszéd a hagyománnyal. Szerkesztette Vargyas Gábor. Budapest – Pécs, 2011. L’Harmattan – PTE Néprajz – Kulturális Antropológia Tanszék. (Studia Ethnologica Hungarica XIII.) 611-626.
- 2012 Az “eredeti bőség társadalmának” világképe és a vallás evolúciója. In: Landgraf Ildikó – Nagy Zoltán (szerk.): Az elkerülhetetlen. Vallásantropológiai tanulmányok Vargyas Gábor tiszteletére. Budapest, 2012. L’Harmattan. 139-150.
- 2012 Etnográfia, etnológia és az antropológiai perspektíva – fogalmak egy tudomány születésekor. In: Tóth Arnold (szerk.): Néprajz – muzeológia. Tanulmányok a múzeumi tudományok köréből a 60 éves Viga Gyula tiszteletére. Miskolc, 2012. Borsod-Abaúj-Zemplén megyei Múzeumi Igazgatóság – Miskolci Egyetem BTK Történettudományi Intézete. 11-21.

#### Szerkesztési munka
- 2012 Modernizáció, kulturális beidegződések és ideológiák. (Szerkesztés és Bevezetés) Ethno-lore XXIX (2012), 9-235.

### Legfontosabb publikációk

#### Önálló kötetek
- 1998 A közösségek közötti csere. Budapest, 1998. MTA Néprajzi Kutatóintézet (Magyar Etnológia 2.), IX+117 p.
- 2000 Kalandozások a 20. századi kulturális antropológiában. Budapest, 2000. L’Harmattan, 150 p. Ismertetéseket lásd itt és itt.
- Társadalom és gazdaság. Válogatott szociálantropológiai írások; összeáll. Vargyas Gábor; 2. jav. kiad.; MTA BTK Néprajztudományi Intézet – L'Harmattan, Budapest, 2016 (Kultúrák keresztútján)

#### Tanulmányok
- 1978 A gazdaság átalakulása. In Varsány. Tanulmányok egy észak-magyarországi falu társadalomnéprajzához. Szerk. Bodrogi Tibor. Budapest, 1978. Akadémiai K. 63-150.
- 1997 Rokonsági rendszerünk alakulásának néhány kérdése. In Honfoglalás és néprajz. Szerk. Kovács László és Paládi-Kovács Attila. Budapest, 1997. Balassi Kiadó. 33-46.
- 1998 Modernization, Cultural pluralism and Identity. An approach from cultural anthropology. Prospects 22/1. (1992) 21-30.
- 1998 Egy tua kerámia. Africana Hungarica I. (1998) 39-46.
- 2000 A társadalomnéprajzi kutatás hazai története. In Magyar Néprajz VIII. Főszerk. Paládi-Kovács Attila. Szerk. Sárkány Mihály és Szilágyi Miklós. Budapest, 2000. Akadémiai Kiadó. 29-66.
- 2001 Az elmolók. Egy etnikum reorganizációja a Turkana-tó mellett. Népi Kultúra – Népi Társadalom XX. (2001) 301-315.
- 2002 Landbesitz bei den Kikuyu: Kontinuiität und Wandel. In Wirtschaften. Festschrift zum 65. Geburtstag von Wolfgang Liedtke. Szerk. Anke Reichenbach, Christine Saige, Bernhard Streck. Gehren, 2002. Escher Verlag, 146-153. (Veröffentlichungen des Instituts für Ethnologie der Universität Leipzig. Reihe: Ethnographie, Band 2)
- 2002 Cultural and Social Anthropology in Central and Eastern Europe. In Three Social Science Disciplines in Central and Eastern Europe. Handbook on economics, political science and sociology (1989-2001). Szerk. Max Kaase, Vera Sparschuch, coed. Agnieszka Wenninger. Berlin – Budapest, 2002. Social Science Information Centre (IZ)/Collegium Budapest. 558-566.
- 2003 Chris Hann – Mihály Sárkány: The Great Transformation in rural Hungary: Property, life strategies. and living standards. In The Postsocialist Agrarian Question. Chris Hann and the “Property Relations” Group. Halle Studies in the Anthropology of Eurasia 1. Münster, 2003. LIT Verlag. 117-141.
- 2004 Sárkány Mihály – Somlai Péter: A haladástól a kontingenciáig. In Az evolúció elméletei és metaforái a társadalomtudományokban. Szerk. Somlai Péter. Budapest, 2004. Napvilág Kiadó. 11-52, 117-122.
- 2005 Hungarian Anthropology in the Socialist Era: Theories, Methodologies, and Undercurrents. In Studying Peoples in the People’s Democracies: Socialist Era Anthropology in East-Central Europa Szerk. Chris Hann, Mihály Sárkány, Peter Skalník. Münster, 2005. LIT Verlag. 87-108.

### Szerkesztői tevékenység

#### Tanulmánykötet
- 2000 Magyar Néprajz VIII. Főszerkesztő Paládi-Kovács Attila. Szerkesztők: Sárkány Mihály, Szilágyi Miklós. Budapest: Akadémiai Kiadó. 1152 p.
- 2005 Chris Hann, Mihály Sárkány, Peter Skalník (szerk.): Studying Peoples in the Peoples Democracies. Socialist Era Anthropology in East-Central Europe. Münster: LIT Verlag, X+376 p.
- 2012 Modernizáció, kulturális beidegződések és ideológiák. In: Báti Anikó – Sárkány Mihály – Vargha Katalin (szerk): Ethno-lore. Az MTA BTK Néprajztudományi Intézetésnek évkönyve. XXIX. Budapest:MTA BTK NI 9-235.

#### Szövegkiadás, forráskiadás
- Godelier, Maurice: A gazdasági antropológia tárgya és módszerei. Documentatio Ethnographica 8. (Szerkesztés, a fordítás lektorálása, előszó). 99 p.
- 1995 Hunfalvy János: Egyetemes néprajz. Kéziratos litográfiából kiadja + szerkesztés, +előszó, +jegyzetek Sárkány Mihály és Vargyas Gábor. Budapest: MTA Néprajzi Kutatóintézet, XVI+180 p.
- 2006 Bohannan, Paul – Mark Glazer: Mérföldkövek a kulturális antropológiában. Budapest, 1997. Panem Kft. – McGrow-Hill Inc. 743 p. 2. javított kiadás. (Szerkesztés, a fordítások lektorálása, előszó.) 744 p.

## Szervezeti tagságok, tisztségek

### Tagság és tisztség tudományos társaságokban
- 1970-: a Magyar Néprajzi Társaság tagja, jelenleg a Választmány tagja.
- 1981-2002: az MTA Néprajzi Bizottságának tagja, 1981-85 között titkára.
- 1990-: a Association of Social Anthropologists tagja.
- 1993-2005: az Union of Anthropological and Ethnological Sciences magyar nemzeti bizottságának titkára.
- 1994-: az International Union of Anthropological and Ethnological Sciences Commission on Theoretical Anthropology közép- és kelet-európai összekötője.
- 1994-: a Magyar Afrika Társaság alelnöke.
- 1996-2000, 2006-: a Kulturális Antropológia Társaság alelnöke.
- 1997: Az Európai Folklór Központ Egyesület tagja.

### Alapítványi megbízatások
- 1996-1998: az OTKA Néprajzi Bizottságának tagja.
- 1997-2000: az OKTK Kuratóriumának tagja.
- 1998-2002: az Óbudai Múzeum Közalapítvány elnöke.

### Szerkesztőbizottsági tag
- Acta Ethnographica (1991-)
- Ethnographia (19
- Prehistoria (2000-)
- FOCAAL European Journal of Anthropology (2001-, consulting editor)